# Zalasy
Zalasy [pronunciación en polaco: /zaˈlasɨ/] es un pueblo ubicado en el distrito administrativo de Gmina Rusiec, dentro del Distrito de Bełchatów, Voivodato de Łódź, en Polonia central. Se encuentra aproximadamente a 4 kilómetros al sur de Rusiec, a 30 kilómetros al oeste de Bełchatów, y a 66 kilómetros al suroeste de la capital regional Łódź.